# 코토부키 조산원 사건
코토부키 조산원 사건(일본어: 寿産院事件 ことぶきさんいんじけん[*])은 일본 도쿄 신주쿠에 있었던 코토부키 조산원에서 1944년부터 1948년에 걸쳐 일어난 일련의 영아 연쇄 살해 사건을 말한다. 주범 이시카와 미유키에게는 징역 8년, 공범인 남편은 징역 4년이 선고되었다.